# Craós
Os craós, craôs, caraôs, krahôs ou caraús são indígenas jês habitantes do território denominado kraholândia: área que compreende as fronteiras entre os estados do Maranhão, Piauí e Tocantins, no Brasil. Eles constroem suas aldeias em área circular, dividem-se em grupos políticos e somente há pouco mais de dois séculos entraram em contato com a civilização ocidental.

## População
No início do século XIX, eles somavam entre 3 500 e 4 000 indígenas. Nos anos 1970, segundo Julio César Melatti, antropólogo da Universidade de Brasília e especialista nessa sociedade, a população Krahô contava pouco mais de 500 pessoas.
O primeiro contato com a civilização ocidental foi conflituoso. Para defender suas terras, lutaram contra os fazendeiros de gado que avançavam do Piauí para o sul do Maranhão. Os krahôs resistiram, até que a necessidade de sobrevivência fez com que sua relação com a sociedade branca se tornasse pacífica. Esses enfrentamentos foram responsáveis pela redução drástica de sua população, especialmente a partir de 1809, quando, depois de atacar uma fazenda, 70 índios foram feitos reféns e levados para São Luís.
Desde 1986, entretanto, a população krahô tem crescido. Já em março de 2007, somavam duas mil pessoas, que buscam dar continuidade aos seus costumes e rituais.

## Grupos de residência
A sociedade krahô se divide em grupos políticos conforme as estações da seca e das chuvas. Compartilham a mesma residência três categorias:
- Elementar: grupo composto por marido, mulher e filhos. Realizam as refeições entre eles apenas, afastados dos demais membros da família e compartilham o alimento na mesma cuia.
- Doméstica: Reúne vários membros do grupo elementar. Os membros dessa categoria são chefiados pelo sogro.
- Residencial: grupos formados pela casa original e as contíguas: cada casa abriga as mulheres que ali nasceram e seus maridos. Com a morte do sogro, um dos genros fica com a casa, enquanto os demais constroem outras ao lado da mais antiga. As pessoas nascidas nesse grupo não casam entre si.[2]

## As casas

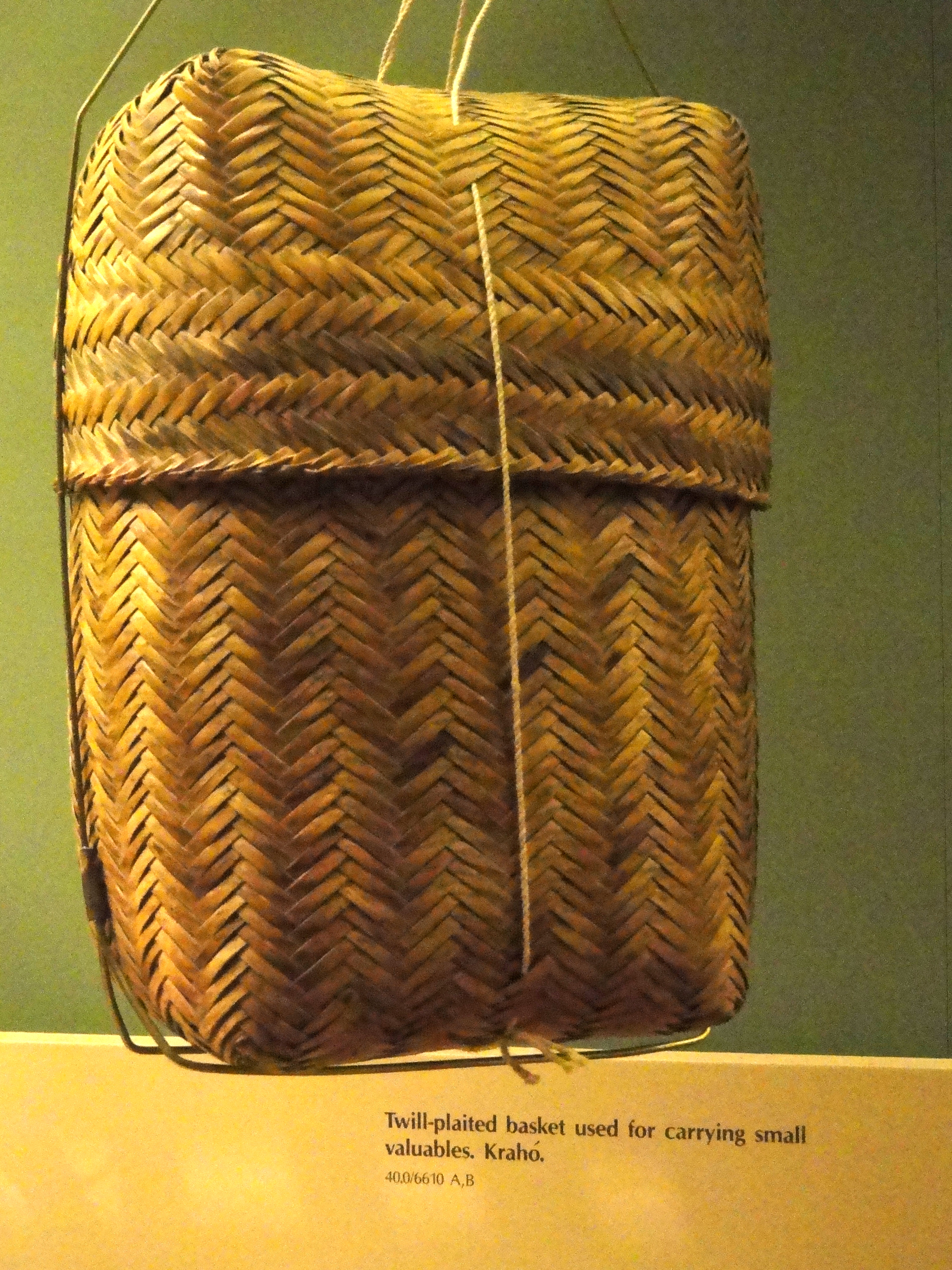
Cesto craô em exibição no Museu Estadunidense de História Natural, em Nova Iorque, nos Estados Unidos

As casas são construídas como as sertanejas, com duas águas, não têm janelas e pouca ou nenhuma divisão interna. São cobertas de folhas de palmeira, que também forram as paredes. No interior da casa, os krahôs usam cestos de folhas de buriti pendurados para guardar mantimentos.
Os krahôs constroem suas casas formando um círculo, semelhante à torta de Páscoa, como se fosse uma torta cortada em fatias radiais. As casas dispostas lado a lado formam um grande círculo e de cada uma sai um caminho até o centro, chamado de pátio.

## O pátio
O pátio é chamado de ká e representa o coração da aldeia. É no pátio que os homens da aldeia se reúnem para dividir o trabalho,  discutir e tomar decisões importantes para a comunidade.

## Rituais
Em 1986, a aldeia Krahô protestou contra a doação, ao Museu Paulista, do "machado de pedra de lâmina semilunar" e conseguiu seu retorno à tribo depois de muita disputa. A machadinha de pedra, "khoyré", é o elemento sagrado que simboliza a tradição e a vida. Os ritos se baseiam na crença no "equilíbrio dos opostos".
A etnia Krahô celebra a colheita no verão – a "festa da batata (panti)", e comemora a fartura da roça na "festa do milho (pônhê)", considerado sagrado. Cultivam, ainda, mandioca, amendoim e abóbora. Os casais são responsáveis pelo cultivo e preparam a roça para a família. Em caso de separação, a mulher fica com a produção. Depois da colheita, e só então, outros membros da tribo podem utilizar o mesmo local.

### Pintura no corpo
Os Krahôs pintam o corpo com urucum, jenipapo e carvão, conforme padrões estabelecidos por cada grupo. As crianças da comunidade e as pessoas em resguardo utilizam, ainda, penas de periquito e de gavião coladas ao corpo.

## Música
A música é uma das manifestações artísticas do krahô. O seu principal instrumento é o "maraca", feito de um fruto chamado "cuité".

## Corrida de toras
A corrida de toras é um rito valorizado pela etnia e conta com a participação de homens e mulheres. Durante a corrida, a comunidade se divide em duas: uma para representar a "metade do sol nascente" e outra a "metade do sol poente". A corrida se realiza depois de caçadas, pescarias e colheitas. A tora vai sendo passada adiante por cada corredor a um outro companheiro.